# Прост, Энцо
Энцо Прост (нидерл. Enzo Proost; род. 5 августа 2002, Росдал, Бельгия) — бельгийский шорт-трекист, серебряный призёр чемпионата Европы. Выступает за клуб "Shorttrackclub Kristallijn" (Гент).

## Биография
Энцо Прост родом из Росдала. В возрасте 6-ти лет он катался на коньках и его увидел бывший тренер Питер ван Иден, который предложил ему заниматься конькобежным спортом в Лидекерке. В 2014 году он стал заниматься шорт-треком, а уже в 13-летнем возрасте стал бронзовым призёром чемпионата Бельгии 2015 года в многоборье, что стало уникальным случаем для Фландрии. В результате добился участия в международных соревнованиях
В 2019 году Энцо был выбран для участия в проект "Be Gold", который был направлен на отбор и подготовку талантливых молодых людей и переехал в Хасселт, в лучшую спортивную школу. В 2020 году он впервые участвовал на юниорском чемпионате мира и занял 15-е место в мужской эстафете, а через 2 года поднялся с командой на 9-е место. В 2022 году дебютировал на чемпионате мира в Монреале и финишировал на 5-м месте в мужской эстафете.
В сезоне 2022/23 Энцо участвовал на Кубке мира и занял лучшее 22-е место в забеге на 500 метров на этапе в Алма-Аты. В марте того года выиграл бронзовые медали на чемпионате Бельгии в забегах на 500 и 1500 метров. В декабре 23-го на Кубке мира в Сеуле Энцо в мужской эстафете поднялся на 3-е место, после дисквалификации сборной Италии. В январе 2024 года он впервые завоевал медаль на чемпионате Европы в Гданьске, выиграв серебряную медаль в мужской эстафете. Следом на чемпионате мира в Сеуле занял 7-е место в мужской эстафете и 53-е в беге на 1500 метров.